# Untereisesheim
Untereisesheim è un comune tedesco di 4 080 abitanti, situato nel land del Baden-Württemberg.